# Eme Eyzaguirre
Eme Eyzaguirre Eyzaguirre (Lima, 8 de agosto de 1992) es un artista trans multidisciplinario peruano cuyo trabajo fusiona la música peruana con la experimentación sonora y la crítica social. Su obra se caracteriza por la exploración de temas como la identidad, el autoconocimiento, la memoria y la resistencia, convirtiendo su música en un medio de protesta y reflexión. Ha participado en diversos proyectos artísticos y culturales tanto en el Perú como en el extranjero.

## Biografía
Desde los 16 años, Eme encontró en la música un canal para expresar su identidad y experiencias. Se formó en la especialidad de Canto Popular en la facultad de Artes Escénicas de la Pontificia Universidad Católica del Perú en Lima. Eme también es una figura visible dentro de la comunidad LGTBIQ+, y utiliza su arte para visibilizar experiencias y narrativas disidentes en la sociedad peruana.
Algunas temáticas que ha desarrollado a lo largo de su carrera musical habla sobre problemáticas sociales como la violencia de género y la lucha por los derechos de las comunidades marginadas. Su estilo combina elementos tradicionales con sonidos experimentales.

## Trayectoria artística
Eme ha presentado su trabajo en diversos espacios culturales y festivales, entre ellos el Centro Cultural de España en Lima y el ICPNA, donde ha formado parte de exposiciones y proyectos que vinculan la música con otras disciplinas artísticas. En su propuesta, combina elementos del folclore peruano con sonidos contemporáneos y experimentales, buscando resignificar tradiciones e incorporar nuevas narrativas.
Uno de sus proyectos destacados es "Aves Raras de Siempre", una propuesta sonora y visual que reflexiona sobre la marginalidad y la diversidad de voces dentro de la música peruana. Asimismo, ha colaborado con artistas de distintas disciplinas en propuestas como "Sobrevivir", una muestra colectiva que aborda el arte como herramienta de resistencia.

## Música y activismo
La música de Eme Eyzaguirre ha sido reconocida como un canal de expresión política y social. Su trabajo ha sido reseñado en medios internacionales como NBC News, donde se destaca su compromiso con la justicia social y su enfoque crítico respecto a problemáticas contemporáneas.
Dentro de su discografía y presentaciones en vivo, sus letras abordan temas como la desigualdad, la violencia de género y la preservación de la memoria histórica. Su enfoque artístico la ha llevado a ser parte de proyectos como "Medio Amor, Medio Miedo", una exploración sonora sobre las emociones en tiempos de crisis.

## Discografía
- Raíz/Es (2017)

## Exposiciones y presentaciones destacadas
- "Aves Raras de Siempre" - Centro Cultural de España en Lima[1]
- "Sobrevivir" - ICPNA Cultural[4]
- "Medio Amor, Medio Miedo" - SESC São Paulo[3]